# オカヴァンゴ川
オカヴァンゴ川（オカヴァンゴがわ、ツワナ語:Noka ya Okavango、アフリカーンス語:Okavango rivier、ポルトガル語:Rio Cubango、英語:Okavango River）は、アフリカ南西部を流れる川である。南西部では4番目に長く、全長は1,600kmある。アンゴラ高原に源を発し南東へ流れ、アンゴラとナミビアの境を越えボツワナにまで達している。
カラハリ砂漠でオカヴァンゴ・デルタと呼ばれる広大な湿地帯を形成するが、海にはたどり着かない内陸河川で、砂漠の砂中にしみこみ、蒸発して消えてしまう。しかしオカヴァンゴ・デルタが形成される7月から9月はカラハリ砂漠の乾季にあたり、流域の生物にとって貴重な水源となっている。川の一部はオカヴァンゴ・デルタから南のンガミ湖に注ぐ。
ザンベジの冠水草原というエコリージョンに属する下流域のナミビアのカプリビ回廊地帯のブワブワタ国立公園一帯とボツワナ北西部のオカヴァンゴ・デルタの氾濫原には河畔林や湿地が多く、アフリカゾウ、カバ、ライオン、ノドアカクロサギ、ホオジロカンムリヅルなどが生息している。2ヶ所は共にラムサール条約に登録されている。

## ギャラリー

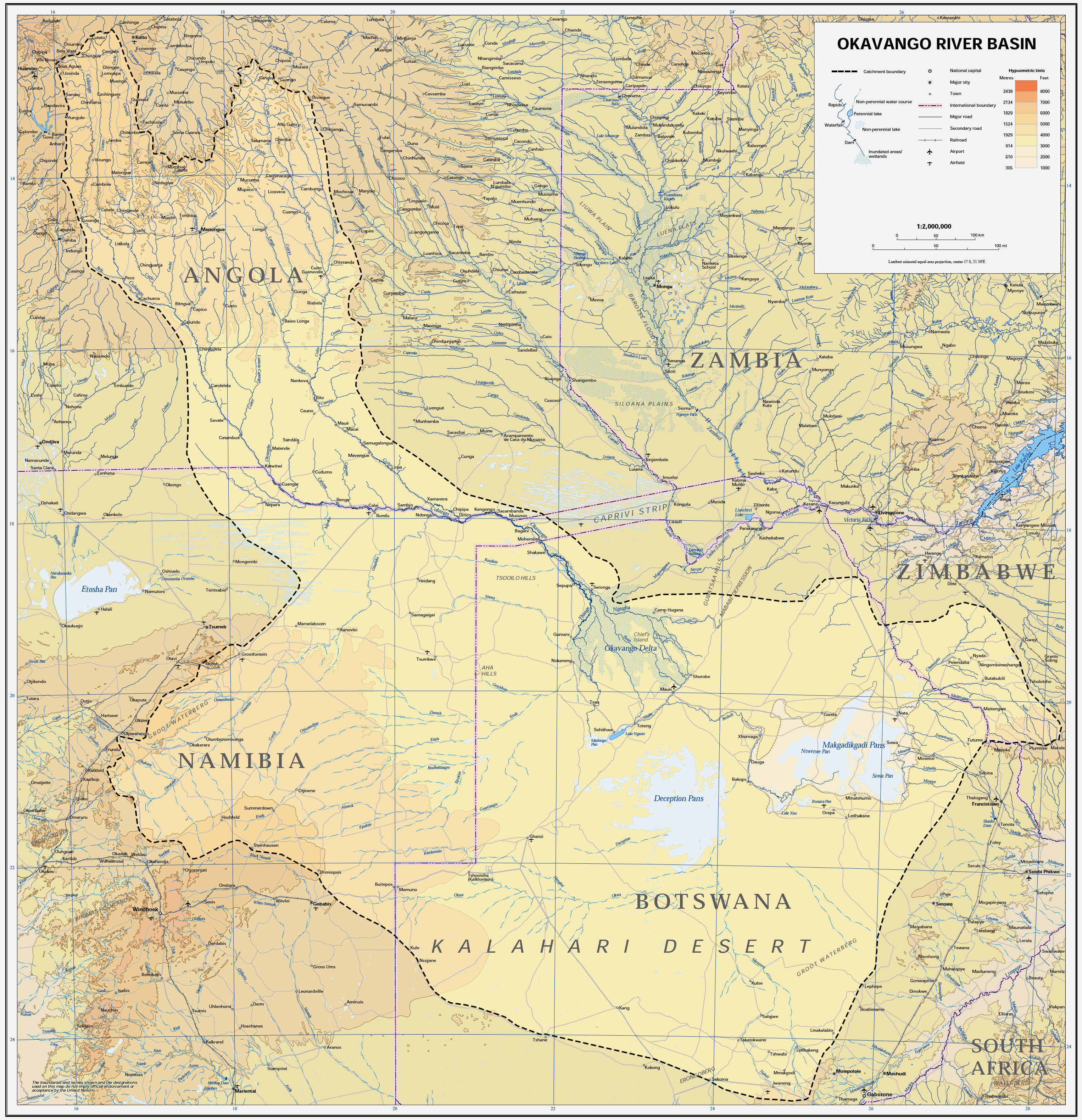
流域

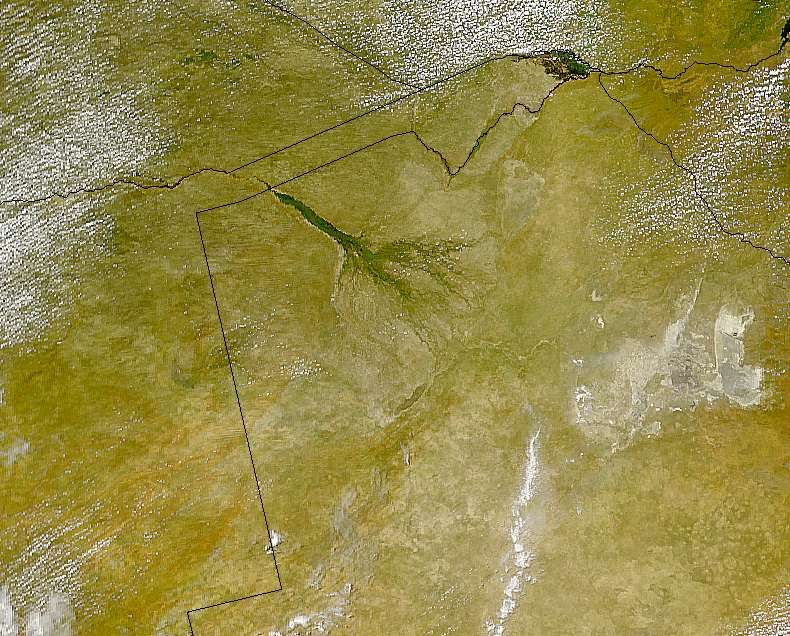
オカヴァンゴ・デルタの衛星画像。川が広がり砂漠に消える
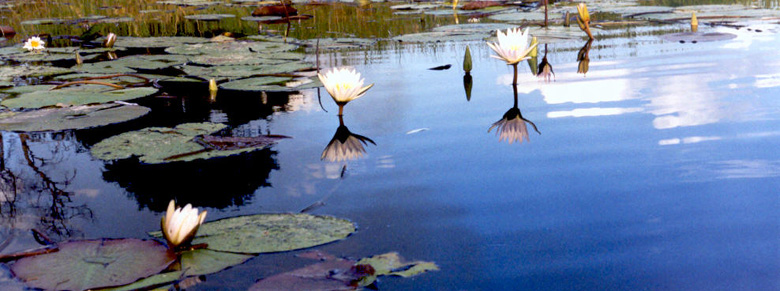
スイレン
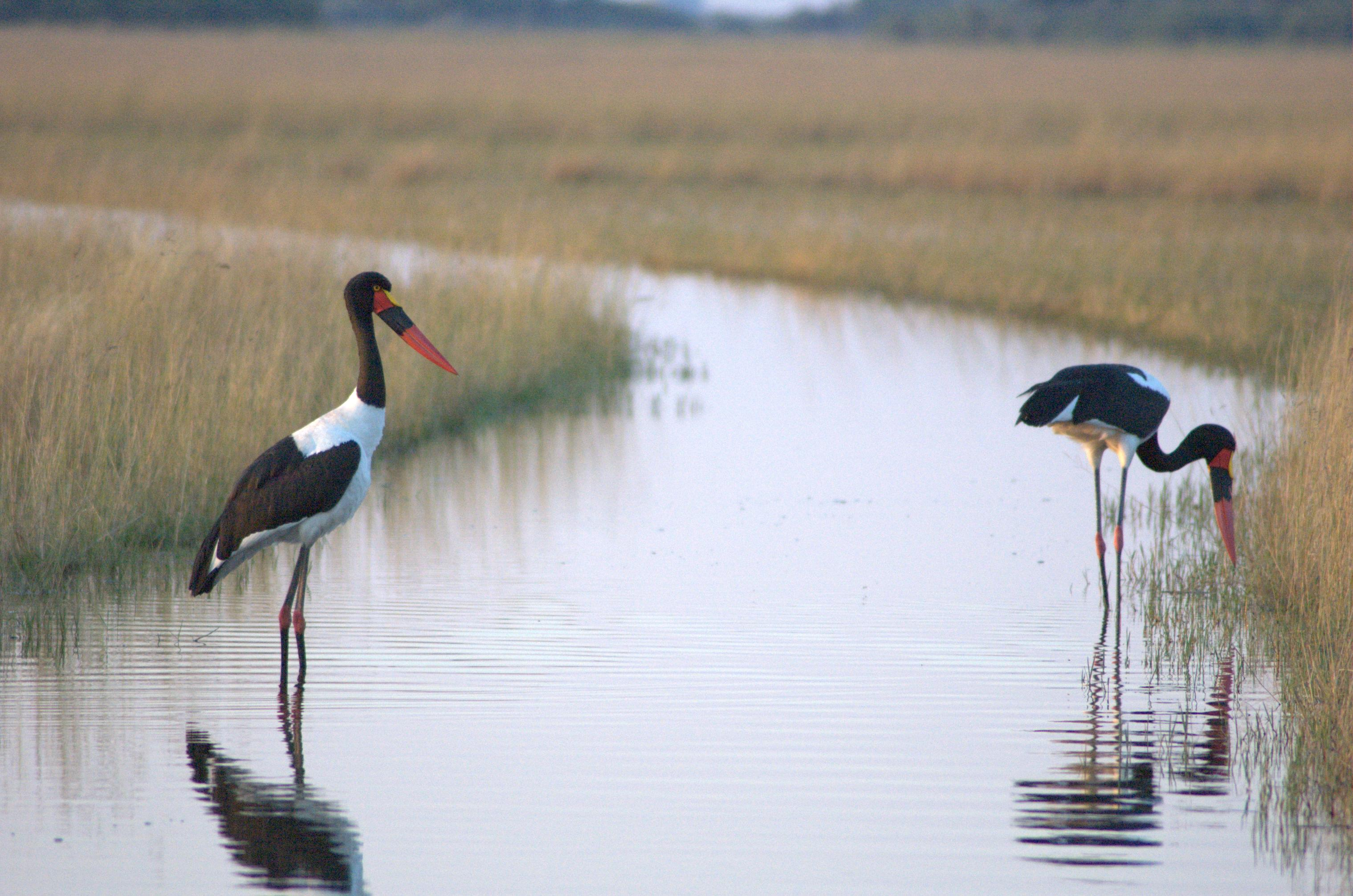
クラハシコウ
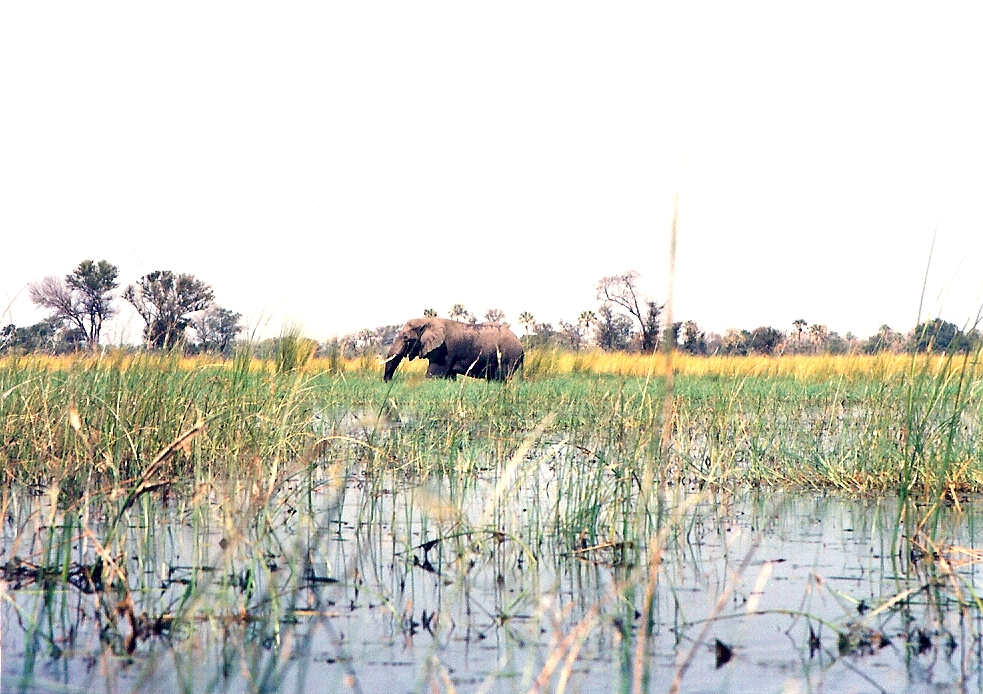
湿地を渡るアフリカゾウ
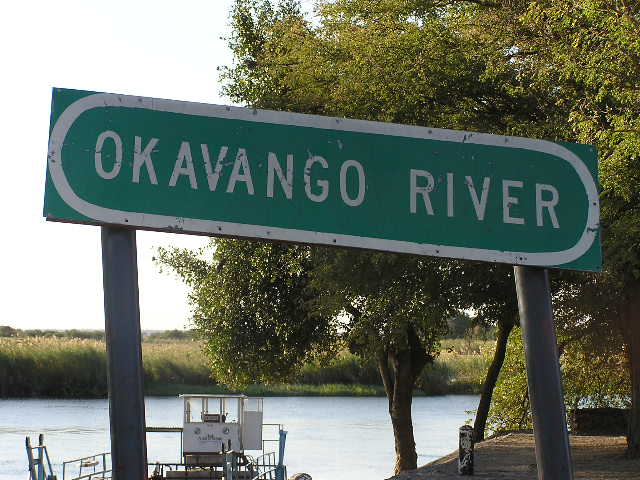
川の名称を示す標識